# 孔布拉耶
孔布拉耶（法語： 或 ，法語發音：[kɔ̃bʁaj]）是法国中央高原西北部的一个传统地区，横跨两个大区（奥弗涅-罗讷-阿尔卑斯大区和新阿基坦大区）和三个省份（多姆山省、阿列省和克勒兹省）。